# 卢咸池
卢咸池（？—），中华人民共和国学者、政治人物，北京大学教授，曾任北京大学党委统战部部长，中华全国台湾同胞联谊会副会长，中国和平统一促进会常务理事。卢嘉锡之子。